# Márcio Marinho
Márcio Carlos Marinho (Cabo Frio, 12 de dezembro de 1970) é um bispo da Igreja Universal do Reino de Deus e político brasileiro, filiado ao Republicanos. Em 2018 foi eleito para seu quarto mandato de deputado federal.

## Carreira política
Márcio Marinho cursou Gestão Pública na Faculdade Fortium, de Brasília (2010-2012) e cursou Direito incompleto, no Instituto de Ensino Superior Unyahna, de Salvador. Começou a frequentar a Igreja Universal do Reino de Deus aos dezesseis anos, tornando-se pastor e bispo. Atuou em Cabo Frio, Búzios, Arraial do Cabo, Saquarema, Rio das Ostras, Rio de Janeiro, Recife e Garanhuns, antes de chegar à Bahia. 
Ampliando seu trabalho na denominação, foi radialista no Rio de Janeiro, apresentando programas na Rádio Araruama AM (1990-1991), Rádio Copacabana (1991-1993), Rádio Record (1991-1993), Rádio Metropolitana (1993-1995) e Rádio AM Cabo Frio (1997-1998), além de apresentou programas na TV Record (1993-1995). Transferido para Pernambuco em 1998, foi diretor de emissora de rádio em Garanhuns (1998) e da Rádio 105 FM em Recife (1998-2000), e apresentador na TV Tribuna (1998-1999). Em Salvador, apresentou programas na Rádio Bahia (2000-2002) e foi diretor da 96 FM (2000-2002). Apresentou programas na TV Itapoan (2001-2002) e na TV Aratu (2002-2003).
Filiou-se ao Partido Liberal em 2001 e foi eleito deputado estadual em 2002, tomando posse em 2003. Na ALBA, foi vice-presidente das Comissões de Direitos Humanos (2003-2006) e Especial para Assuntos da Comunidade Afrodescendente (2004-2005) e membro titular das Comissões de Proteção ao Meio Ambiente (2003-2004) e Direitos Humanos (2006) e das Comissões Especiais para Assuntos da Comunidade Afrodescendente (2003) e de Relações do Trabalho, Emprego e Renda (2003-2006), além de líder do PL (2005-2006).
Em 2006 candidata-se a deputado federal, pelo Partido da República (PR). Assumiu, como suplente, o mandato de deputado federal, na Legislatura 2007-2011, de 11 de junho a 10 de outubro de 2008, em virtude do afastamento do deputado Luiz Carreira; sendo efetivado em 16 de dezembro de 2008, na vaga da deputada Jusmari Oliveira.
Em 2010, foi eleito deputado federal pelo Partido Republicano Brasileiro (PRB), com 157.917 votos, sétimo mais votado do estado. Nas eleições de 2012, concorreu à prefeitura de Salvador pelo PRB, ficando em quarto lugar. E, em 2014 se reelegeu para o terceiro mandato de deputado federal, com 117.470 votos. Nas eleições de 2018, foi reeleito com 95.204 votos.
Foi presidente da Comissão do Esporte na Câmara dos Deputados em 2015, líder da bancada do Republicanos na Câmara entre 2016 e 2017 e vice-líder em 2011, 2013 e 2014. Em 2017, assumiu a Secretaria de Comunicação Social da Câmara dos Deputados.
Em abril de 2017 votou a favor da Reforma Trabalhista. Em agosto de 2017 votou contra o processo em que se pedia abertura de investigação do então Presidente Michel Temer, ajudando a arquivar a denúncia do Ministério Público Federal.
Dep. Márcio Marinho recebeu os títulos de Cidadão Baiano, Cidadão Cajazeirense, Cidadão Soteropolitano, Cidadão Cruzalmense, Cidadão Feirense e Cidadão Ilheense. É primeiro Vice-Presidente Nacional do Republicanos e Presidente do Diretório Estadual.